# Friedrich Kiel
Friedrich Kiel (Puderbach (Bad Laasphe), Alemania, 8 de octubre de 1821-Berlín, Alemania, 13 de septiembre de 1885) fue un compositor alemán y profesor de música.
En sus escritos sobre la música de cámara de Fredrich Kiel, el famoso académico y crítico Wilhelm Altmann indica que fue la extrema modestia de Kiel lo que evitó que él y sus excepcionales trabajos recibieran la consideración que merecían. Tras mencionar a Johannes Brahms y otros, Altmann dice "Él ha producido un importante número de obras de cámara, que... no deben temer a ninguna comparación."

## Biografía
Aprendió los rudimentos de la música y recibió sus primeras lecciones de piano de su padre, pero en gran parte era autodidacta. Niño prodigio, a los seis años tocaba el piano prácticamente sin supervisión, y a los trece años ya había compuesto mucha música. Kiel terminó por llamar la atención del príncipe Albrecht Sayn-Wittgenstein-Berleburg, gran melómano. Gracias a los esfuerzos del príncipe, Kiel consiguió estudiar violín con el concertino de la orquesta del príncipe, de la que más tarde pasaría a ser solista. Kiel también recibió lecciones teóricas del conocido flautista Kaspar Kummer. 
Hacia 1840, el joven de dieciocho años era director de la orquesta de la corte y profesor de música de los hijos del príncipe. Dos años después, louis Spohr le oyó y lo dispuso todo para que estudiara en Berlín con el conocido teórico y profesor Siegfried Dehn. En Berlín, Kiel terminó siendo reclamado como instructor. En 1866, consiguió plaza de profesor en el prestigioso Conservatorio de Stern, donde enseñó composición y fue ascendido a catedrático tres años después. En 1870 pasó a la facultad de la recién fundada Universidad de las Artes de Berlín que al poco tiempo ear considerada una de las mejores escuelas de música de Alemania. Entre sus muchos estudiantes figuran Waldemar von Baußnern, Julius Buths, Frederic Hymen Cowen, Carl Lachmund, Zygmunt Noskowski, Ignacy Jan Paderewski, Emil Sjögren, Arthur Somervell, Charles Villiers Stanford y Ernst Eduard Taubert.
La afición de Kiel era el montañerismo, y a la edad de 60 años escaló el segundo pico más alto de Europa, el Monte Rosa en la frontera suiza-italiana. Murió en Berlín dos años después como resultado de un accidente de tráfico.

## Su obra
Kiel compuso unas setenta obras, incluyendo un concierto para piano, motetes, oratorios (tales como la Estrella de Belén), así como una Missa Solemnis y dos Réquiems.
La música de cámara comprende una parte considerable de la producción de Kiel y debe ser vista como parte de sus más importantes y mejores composiciones. Altmann dice que "a lo largo de mi vida, he descubierto la música de cámara de Kiel como una fuente innagotable de gozo". Alaba a Kiel como melodista y lamenta que fue "escandalosamente injusto" que los dos cuartetos de cuerda de Kiel fueran tan buenos como olvidados. Sobre los dos quintetos para piano Op. 75 & 76 en The Chamber Music Journal, R. H. R. Silvertrust destaca "Ambos quintetos son tan buenos como cualquier otro en toda la literatura." [cita requerida] Han sido grabadas muchas de sus obras de cámara, junto al concierto para piano y algunas obras corales.